# 아포스티유 협약

1961년 10월 5일 외국공문서의 인증 요구를 철폐하는 헤이그 협약.
협약 당사국(HCCH의 회원국)
협약 당사국(HCCH의 비회원국)
협약이 발효되지 않은 당사국

외국공문서에 대한 인증의 요구를 폐지하는 협약(Hague Convention Abolishing the Requirement of Legalisation for Foreign Public Documents), 아포스티유 협약(Apostille Convention), 아포스티유 조약(Apostille Treaty)은 헤이그국제사법회의가 제안한 국제 조약이다. 조인국들 중 한 곳에서 발행한 문서가 다른 모든 조인국들에서 합법적으로 인증하는 양상을 규정한다. 이 협약의 인증을 아포스티유(apostille)라고 부른다. 국가법의 공증과 비견할 만한 국제 인증이며 문서에 대한 지역적인 공증을 보충해 주는 것이 보통이다. 두 나라 사이에 협약이 적용되면 이 아포스티유만으로 문서의 유효성을 공증하기에 충분하며 이중 인증이 불필요하다.

## 정보

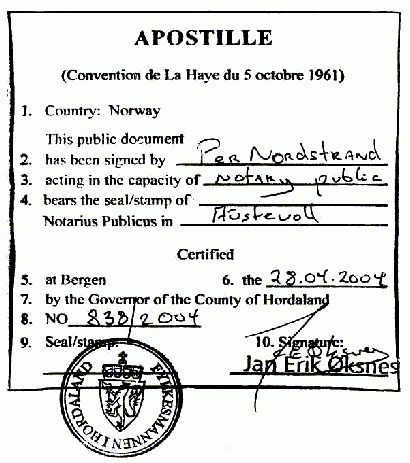
노르웨이 기관이 발행한 아포스티유.

아포스티유 그 자체는 표준화된 10개의 칸으로 이루어진 인쇄된 양식과 도장으로 구성된다. 맨 위에는 "APOSTILLE"(아포스티유)라는 문구가 있으며 그 아래에 "Convention de La Haye du 5 octobre 1961"(1961년 10월 5일 헤이그 협약)이라는 문구가 배치된다. 이 제목은 아포스티유 발효를 위해 프랑스어로 작성되어야 한다.(협약 제4항) 번호로 된 칸의 경우 발행 기관의 공식 언어 또는 제2언어로 다음의 정보가 추가된다:
1. 국가(Country) … [예: 중국, 홍콩 (Hong Kong, China)] 
이 공문서의(This public document)
2. 서명자(has been signed by) [예: Henry Cho]
3. 공증기관(acting in the capacity of) [예: Notary Public]
4. 검인기관(bears the seal/stamp of) [예: High Court of Hong Kong]
공증(Certified)
5. 장소(at) [예: Hong Kong]
6. 날짜(the) … [예: 16 April 2014]
7. 수행기관(by) … [예: the Chief Executive of the Special Administrative Region of Hong Kong]
8. 번호(No) … [예: 2536218517]
9. 도장(Seal/stamp) … [아포스티유 발급 기관(of the authority giving the apostille)]
10. 서명(Signature)

이 정보는 문서 자체 또는 문서의 뒷면에 배치하거나 부전(附箋)으로서 문서에 부착될 수 있다.

## 적법한 문서
네 가지 유형의 문서들이 협약에 언급되어 있다:
- 법원 문서(court document)
- 행정 문서(administrative document, 예: 호적 문서)
- 공증(notarial act)
- 공식 인증서(official certificate)

## 당사국
| 국가                  | 발효일           | 아포스티유 비인정 지역 |
| --------------------- | ---------------- | --- |
| 알바니아              | 2004년 5월 9일   | 벨기에 (2015년까지), 독일, 그리스, 이탈리아 (2011년까지), 스페인 (2017년까지). |
| 안도라                | 1996년 12월 31일 | |
| 앤티가 바부다         | 1981년 11월 1일  | |
| 아르헨티나            | 1988년 2월 18일  | 코소보 |
| 아르메니아            | 1994년 10월 14일 | 코소보 |
| 오스트레일리아        | 1995년 3월 16일  | |
| 오스트리아            | 1968년 1월 13일  | 브룬디, 도미니카 공화국, 코소보, 키르기스스탄, 몽골, 타지키스탄, 우즈베키스탄 |
| 아제르바이잔          | 2005년 3월 2일   | 독일, 헝가리 (2005년까지), 코소보, 네덜란드 (2010년까지) |
| 바하마                | 1973년 7월 10일  | |
| 바레인                | 2013년 12월 31일 | |
| 바베이도스            | 1966년 11월 30일 | |
| 벨라루스              | 1992년 5월 31일  | 코소보 |
| 벨기에                | 1973년 2월 9일   | 알바니아 (2015년까지), 도미니카 공화국, 인도 (2008년까지), 키르기스스탄, 라이베리아, 몽골, 타지키스탄, 우크라이나 (2004년까지), 우즈베키스탄 |
| 벨리즈                | 1993년 4월 11일  | |
| 볼리비아              | 2018년 5월 7일   | |
| 보스니아 헤르체고비나 | 1992년 3월 6일   | |
| 보츠와나              | 1966년 9월 30일  | |
| 브라질                | 2016년 8월 14일  | |
| 브루나이              | 1987년 12월 3일  | |
| 불가리아              | 2001년 4월 29일  | |
| 부룬디                | 2015년 2월 13일  | 오스트리아, 체코, 독일, 폴란드 |
| 카보베르데            | 2010년 2월 13일  | |
| 칠레                  | 2016년 8월 30일  | |
| 콜롬비아              | 2001년 1월 30일  | |
| 쿡 제도               | 2005년 4월 30일  | |
| 코스타리카            | 2011년 12월 14일 | |
| 크로아티아            | 1991년 12월 8일  | |
| 키프로스              | 1973년 4월 30일  | 코소보 |
| 체코                  | 1999년 3월 16일  | |
| 덴마크                | 2006년 12월 26일 | |
| 도미니카 연방         | 1978년 11월 3일  | |
| 도미니카 공화국       | 2009년 8월 30일  | 오스트리아, 벨기에, 독일, 네덜란드 |
| 에콰도르              | 2005년 4월 2일   | |
| 엘살바도르            | 1996년 5월 31일  | |
| 에스토니아            | 2001년 9월 30일  | |
| 에스와티니            | 1968년 9월 6일   | |
| 피지                  | 1970년 10월 10일 | |
| 핀란드                | 1986년 8월 26일  | |
| 프랑스                | 1965년 1월 24일  | |
| 조지아                | 2007년 5월 14일  | 독일 (2010년까지), 코소보, 그리스 (2015년까지) |
| 독일                  | 1966년 2월 13일  | 알바니아, 아제브라이잔, 브룬디, 도미니카 공화국, 조지아 (2010년까지), 인도, 코소보, 키르기스스탄, 라이베리아, 몰도바, 몽골, 모로코, 파라과이, 페루 (2014년까지), 타지키스탄, 우크라이나 (2010년까지), 우즈베키스탄                                                             |
| 그리스                | 1985년 5월 18일  | 알바니아, 조지아 (2015년까지), 코소보, 키르기스스탄, 몽골, 페루, 우즈베키스탄 |
| 그레나다              | 2002년 4월 7일   | |
| 과테말라              | 2017년 9월 18일  | |
| 온두라스              | 2004년 12월 30일 | |
| 홍콩                  | 1965년 4월 25일  | |
| 헝가리                | 1973년 1월 18일  | 아제르바이잔 (2005년까지), |
| 아이슬란드            | 2004년 11월 27일 | |
| 인도                  | 2005년 7월 14일  | 벨기에 (2008년까지), 핀란드 (2009년까지), 독일, 네덜란드 (2008년까지), 스페인 (2008년까지), 코소보 |
| 아일랜드              | 1999년 3월 9일   | |
| 이스라엘              | 1978년 8월 14일  | 코소보 |
| 이탈리아              | 1978년 2월 11일  | 알바니아 (2011년까지) |
| 일본                  | 1970년 7월 27일  | |
| 카자흐스탄            | 2001년 1월 30일  | |
| 코소보                | 2016년 7월 14일  | 아르헨티나, 아르메니아, 오스트리아, 아제르바이잔, 벨라루스, 중국 (홍콩, 마카오에 해당), 키프로스, 독일, 조지아, 그리스, 인도, 이스라엘, 모리셔스, 니카라과, 멕시코, 몯로바, 나미비아, 파라과이, 페루, 폴란드, 러시아, 루마니아, 세르비아, 슬로바키아, 우즈베키스탄, 베네수엘라 |
| 키르기스스탄          | 2011년 7월 31일  | 오스트리아, 벨기에, 독일, 그리스 |
| 라트비아              | 1996년 1월 30일  | |
| 레소토                | 1966년 12월 4일  | |
| 라이베리아            | 1996년 2월 8일   | 벨기에, 독일, 미국 (2015년까지) |
| 리히텐슈타인          | 1972년 9월 17일  | |
| 리투아니아            | 1997년 7월 19일  | |
| 룩셈부르크            | 1979년 6월 3일   | |
| 마카오                | 1969년 2월 4일   | 코소보 |
| 북마케도니아          | 1991년 11월 17일 | |
| 말라위                | 1967년 12월 2일  | |
| 몰타                  | 1968년 3월 3일   | |
| 마셜 제도             | 1992년 8월 14일  | |
| 모리셔스              | 1968년 3월 12일  | 코소보 |
| 멕시코                | 1995년 8월 14일  | 코소보 |
| 몰도바                | 2007년 3월 16일  | 독일, 코소보 |
| 모나코                | 2002년 12월 31일 | |
| 몽골                  | 2009년 12월 31일 | 오스트리아, 벨기에, 핀란드, 독일, 그리스 |
| 몬테네그로            | 2006년 6월 3일   | |
| 모로코                | 2016년 8월 14일  | 독일 |
| 나미비아              | 2001년 1월 30일  | 코소보 |
| 네덜란드              | 1965년 10월 8일  | 아제르바이잔 (2010년까지), 도미니카 공화국, 인도 (2008년까지) |
| 뉴질랜드              | 2001년 11월 22일 | |
| 니카라과              | 2013년 5월 14일  | 코소보 |
| 니우에                | 1999년 3월 2일   | |
| 노르웨이              | 1983년 7월 29일  | |
| 오만                  | 2012년 1월 30일  | |
| 파나마                | 1991년 8월 4일   | |
| 파라과이              | 2014년 8월 30일  | 독일, 코소보 |
| 페루                  | 2010년 9월 30일  | 독일 (2014년까지), 그리스, 코소보 |
| 폴란드                | 2005년 8월 14일  | 코소보 |
| 포르투갈              | 1969년 2월 4일   | |
| 루마니아              | 2001년 3월 13일  | 코소보 |
| 러시아                | 1992년 5월 31일  | |
| 세인트키츠 네비스     | 1994년 12월 14일 | |
| 세인트루시아          | 2002년 7월 31일  | |
| 세인트빈센트 그레나딘 | 1979년 10월 27일 | |
| 사모아                | 1999년 9월 13일  | |
| 산마리노              | 1995년 2월 13일  | |
| 상투메 프린시페       | 2008년 9월 13일  | |
| 세르비아              | 1992년 4월 27일  | 코소보 |
| 세이셸                | 1979년 3월 31일  | |
| 슬로바키아            | 2002년 2월 18일  | 코소보 |
| 슬로베니아            | 1991년 6월 25일  | |
| 남아프리카 공화국     | 1995년 4월 30일  | |
| 대한민국              | 2007년 7월 14일  | |
| 스페인                | 1978년 9월 25일  | 알바니아, 인도 (2008년까지), 코소보 |
| 수리남                | 1975년 11월 25일 | |
| 스웨덴                | 1999년 5월 1일   | |
| 스위스                | 1973년 3월 11일  | |
| 타지키스탄            | 2015년 10월 31일 | |
| 통가                  | 1970년 6월 4일   | |
| 트리니다드 토바고     | 2000년 7월 14일  | |
| 튀니지                | 2018년 3월 30일  | |
| 튀르키예              | 1985년 9월 29일  | |
| 우크라이나            | 2003년 12월 22일 | 벨기에 (2004년까지), 그리스 (2010년까지), 코소보 |
| 영국                  | 1965년 1월 24일  | |
| 미국                  | 1981년 10월 15일 | 라이베리아 (2015년까지) |
| 우루과이              | 2012년 10월 14일 | |
| 우즈베키스탄          | 2012년 4월 15일  | 오스트리아, 벨기에, 독일, 그리스, 코소보 |
| 바누아투              | 1980년 7월 30일  | |
| 베네수엘라            | 1999년 3월 16일  | 코소보 |

사우디아라비아는 협약 당사국이 아니다.